# Kevin
Kevin – miasto w Stanach Zjednoczonych, w stanie Montana, w hrabstwie Toole.